# Winterberg (Wuppertal)
Winterberg ist ein Wohnplatz im Norden der bergischen Großstadt Wuppertal.

## Lage und Beschreibung
Der Wohnplatz liegt im Norden des Wohnquartiers Dönberg im Stadtbezirk Uellendahl-Katernberg an der Landesstraße 433 (hier Horather Straße genannt) auf einer Höhe von 278 m ü. NHN. Bei der Ortslage zweigt der Winterberger Weg von der Horather Straße ab.
Der Wohnplatz und die unmittelbar benachbarte Ortslage Schliepershäuschen, mit dem Winterberg bereits im 19. Jahrhundert zu einem Ortsbereich zusammenwuchs, sind heute in der Wohnbebauung Dönbergs aufgegangen.
Weitere benachbarte Orte sind neben Dönberg die Wohnplätze und Hofschaften Handweiser, Krüppershaus, Steinenpitter, Danzberg, Weißenibach,  Am Brass, Strauch, Grades, Jungenholz, Engelshaus, Stürmann, Schell, Franzdelle und Kloppwamms.

## Geschichte
Im 19. Jahrhundert gehörte Winterberg zu den Ortschaften der Bauerschaft und der Kirchengemeinde Dönberg in der Bürgermeisterei Hardenberg, die 1935 in Neviges umbenannt wurde. Damit gehörte es von 1816 bis 1861 zum Kreis Elberfeld und ab 1861 zum alten Kreis Mettmann. 
Der Ort ist auf der Gemeinde Charte des Parzellar Katasters der Bürgermeisterei Hardenberg von 1815/16 als am Winterberg neben dem benachbarten Schliepershäuschen eingezeichnet. Die  Topographischen Aufnahme der Rheinlande von 1824 bezeichnet den Doppelort als Schliepershaus und die Preußische Uraufnahme von 1843 als Winterberg. Auf Messtischblättern bis Mitte des 20. Jahrhunderts ist der Doppelort als Winterberg beschriftet.
Mit der Kommunalreform von 1929 wurde der südliche Teil von Dönberg abgespalten und mit weiteren, außerhalb von Dönberg liegenden Nevigeser Ortschaften in die neu gegründete Stadt Wuppertal eingemeindet, der Rest Dönbergs mit Winterberg verblieb zunächst bei Neviges. Durch die nordrhein-westfälische Gebietsreform kam Neviges mit Beginn des Jahres 1975 zur Stadt Velbert und das restliche Dönberg wurde ebenfalls in Wuppertal eingemeindet.